# Palacio Federal de Zamora
El Palacio Federal de Zamora es un histórico palacete que data de principios del siglo XX ubicado en la ciudad de Zamora de Hidalgo, en el estado de Michoacán de Ocampo, México. En su origen el inmueble fue construido para ser el Palacio Episcopal de la Diócesis de Zamora Michoacán y residencia del obispo, actualmente alberga oficinas regionales del gobierno federal mexicano. El recinto presenta arquitectura ecléctica y forma parte del patrimonio arquitectónico del Centro histórico de Zamora de Hidalgo.

## Historia

### Antecedentes
A finales del siglo XIX y principios del siglo XX la Diócesis de Zamora Michoacán (que había sido erigida en 1863 por el Papa Pío IX) y la propia ciudad de Zamora de Hidalgo cobraron gran importancia regional en parte del Occidente de México a raíz del florecimiento económico y cultural que ocurrió en la época. En ese tiempo el clero zamorano promovió importantes obras urbanas en la ciudad de Zamora tanto de tipo religioso como civil, teniendo como modelo las influencias europeas, como lo fue en 1898 el inicio de lo que sería la nueva catedral de la diócesis diseñada en estilo neogótico de acuerdo a la tendencia de la arquitectura religiosa en la época, planeando un templo de proporciones monumentales que es el actual Santuario Guadalupano. Se realizaron remodelaciones y construcción de nuevos templos, así mismo el clero mando edificar un teatro de ópera para la ciudad conocido como el Teatro Obrero de Zamora iniciado en 1903, entre otras obras. El proyecto de un nuevo Palacio Episcopal se unía a las obras emprendidas. 

### Construcción
En 1904 siendo obispo Mons. José María Cázares y Martínez (periodo 1878 - 1908) mandó edificar un Palacio Episcopal para la diócesis, para su ubicación se eligió la antigua Calle Real hoy Calle Hidalgo que había sido desde años atrás la principal vialidad de la ciudad, construyéndose en un predio esquinado sobre las actuales calles de Hidalgo y Colón.
El edificio se concibió como un palacete de estilo ecléctico neoclásico con influencia afrancesada, en dos niveles y con dos patios interiores. La primera piedra se colocó en 1904 y fue concluido en 1911. Para ese entonces el obispo José Othón Núñez y Zárate (periodo 1909-1922) terminó el inmueble y llegó a ocuparlo. 

### Confiscación y nuevos usos
Solo tres años el recinto fue propiedad de la diócesis, ya que en 1914 fue confiscado y nunca más regresó a la iglesia. En 1910 había estallado la guerra de la Revolución mexicana en el país y en 1914 las tropas revolucionarias del general Joaquín Amaro Domínguez en su entrada a la ciudad de Zamora ocuparon el inmueble confiscándolo. 
Desde entonces el recinto ha albergado distintas oficinas gubernamentales, entre ellas fue Palacio Municipal del Ayuntamiento de Zamora hasta 1954 en que las oficinas fueron trasladadas a su actual sede que ocupa frente a la plaza principal. Actualmente el edificio alberga oficinas del gobierno federal.

## Descripción arquitectónica
El inmueble es de estilo ecléctico presentando elementos neoclásicos de influencia francesa de finales del siglo XIX y algunos elementos del arte neorrománico. Cuenta con dos niveles y está edificado con la característica piedra de cantera rojiza extraída de la región.

### El exterior
En el exterior la fachada principal se ubica sobre la Calle Hidalgo, en los dos niveles de la fachada se ubican una serie de ventanas con arco de medio punto, distribuidas a su vez en tres frentes o portadas de diseño similar (una portada en la parte central y las otras a los laterales) que a su vez se encuentran rematadas con frontón triangular. La portada de la parte central sirve como acceso principal y presenta como puerta un arco de medio punto con pilares adosados de tipo neorrománico. Así mismo sobre la calle se ubica una reja de herrería sostenida con pilares de cantera labrada, rematados con jarrones. La fachada lateral que mira a la calle Colón presenta igualmente ventanales en sus dos niveles. 

### El interior
En el interior el inmueble presenta dos patios, el patio principal es de forma cuadrangular y se encuentra rodeado por corredores soportados por columnas de cantera, que comunican a las habitaciones circundantes. En la parte central de este patio se encuentra una fuente con una escultura de una serpiente enroscada.
En la parte central del pórtico de este patio se abre un arco donde se ubica una escalera de tipo imperial de tres rampas, su acceso es alternado por pedestales con pequeños leones de cantera. En sus costados se ubican puertas de acceso que comunican al patio secundario, el cual presenta forma rectangular y está rodeado igualmente por habitaciones. 